# Янака (Токіо)

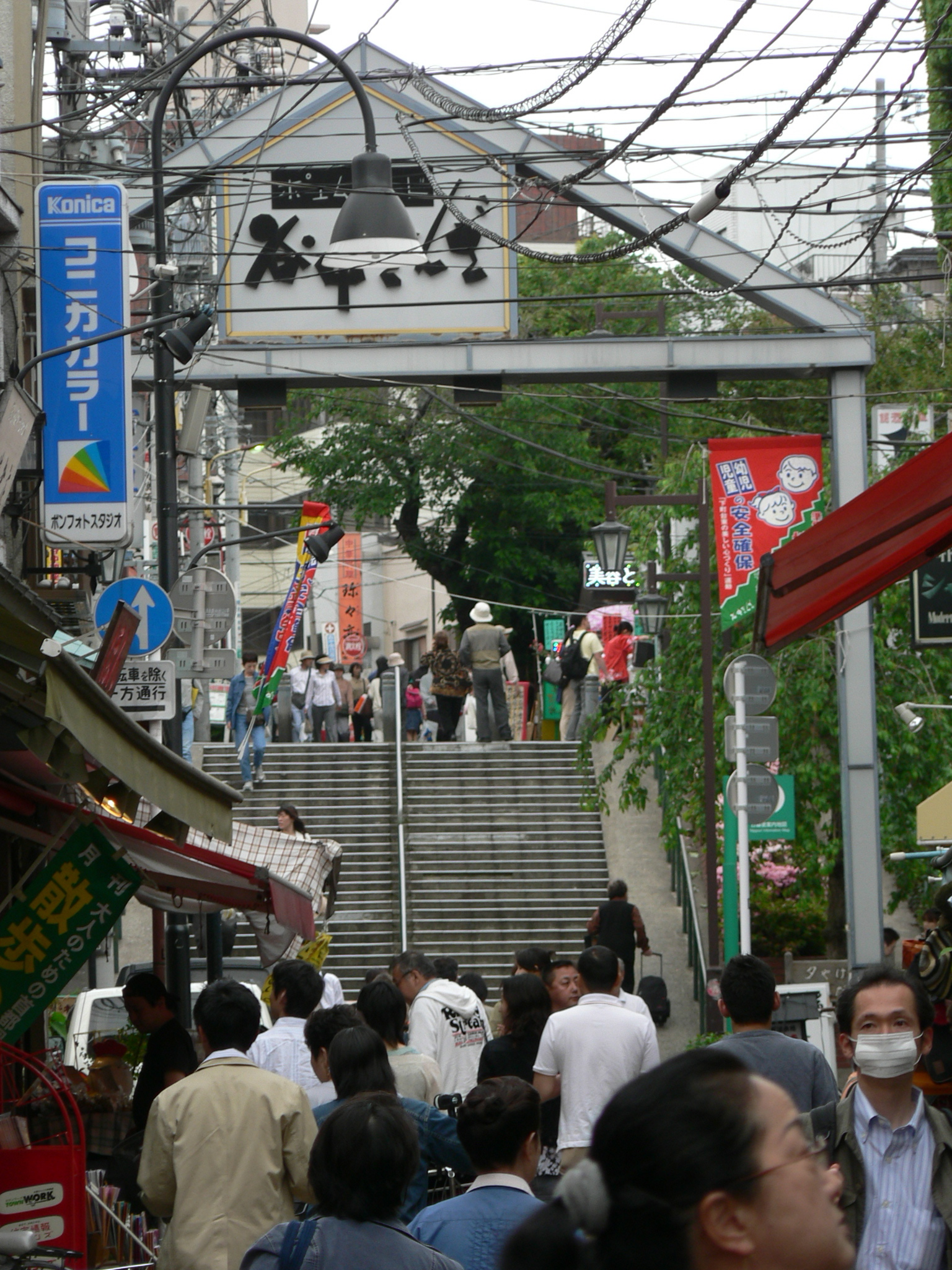
Янака, Токіо.

35°43′26″ пн. ш. 139°46′06″ сх. д. / 35.723788888889° пн. ш. 139.76842222222° сх. д.
Яна́ка (яп. 谷中, やなか) — місцевість у Токіо, в північно-західній частині району Тайто. Має багато буддистських монастирів. Окрасою місцевості була п'ятиярусна пагода монастиря Теннодзі, що згоріла у 1957 році. 
Вона описана у новелі «П'ятиярусна пагода» Коди Рохана.